# Hammerheart Records
Hammerheart Records je nizozemské hudební vydavatelství se sídlem ve městě Valkenburg aan de Geul v Limburgu založené v roce 1995 Peterem van Oolem a Guido Heijnensem. Vydává nizozemské i zahraniční kapely se zaměřením na extreme metal (death metal, black metal, doom metal, thrash metal, folk metal, power metal,...). 
Na vydaných nahrávkách používá katalogové číslo se zkratkou HHR.
V roce 2003 se přejmenovalo na Karmageddon Media, od října 2010 nese opět název Hammerheart Records.

## Seznam kapel
Seznam vybraných kapel, jejichž desky vyšly u Hammerheart Records:
- Cryptopsy (Kanada)
- Cruachan (Irsko)
- Konkhra (Dánsko)
- Pestilence (Nizozemsko)
- Severe Torture (Nizozemsko)
- Sear Bliss (Maďarsko)
- Sinister (Nizozemsko)
- a další